# 프로젝트 575
프로젝트 575(Project 575)는 보컬로이드(Vocaloid) 보이스 신디사이저를 활용하는 세가에서 만든 프로젝트이다. 2014년 1월 9일, 애니메이션 TV 시리즈 각색의 코미디 단편이 출시되었고 제목은 Go! 가다! 575는 2014년 1월 30일에 종료되었다.